# Frank Ganzera
Frank Ganzera est un footballeur est-allemand, né le 8 septembre 1947 à Dresde.

## Biographie
En tant que milieu de terrain, il fut international est-allemand à 13 reprises (1969-1973) pour aucun but.
Sa première sélection fut honorée le 8 décembre 1969, à Bagdad, contre l’Irak, qui se solda par un match nul (1-1).
Il participa aux Jeux olympiques de 1972 : il ne joue pas contre la Pologne, ni contre le Ghana, ni contre la Colombie, mais il joue en tant que titulaire contre la RFA, contre la Hongrie, contre le Mexique (1 but à 34e minute), contre l’URSS où il fut vite remplacé par Lothar Kurbjuweit. Il remporte la médaille de bronze.
Sa dernière sélection fut honorée à Bucarest, le 27 mai 1973, contre la Roumanie, qui se solda par une défaite est-allemande (0-1).
Il joua dans deux clubs de Dresde : le FSV Lokomotive Dresden et le SG Dynamo Dresde.
Avec le premier, il ne remporta rien, avec le second, il fut champion de RDA à 3 reprises (1971, 1973 et 1976) et une coupe d’Allemagne de l’Est en 1971.
Il fit partie du staff technique du FSV Lokomotive Dresden dans les années 1980.

## Clubs
- Lokomotive Dresde
- SG Dynamo Dresde

## Palmarès
- Championnat de RDA de football
  - Vainqueur en 1971, en 1973 et 1976
- Coupe d'Allemagne de l'Est de football
  - Vainqueur en 1971
  - Finaliste en 1972
- Jeux olympiques
  - Médaille de bronze en 1972